# ودود خليل

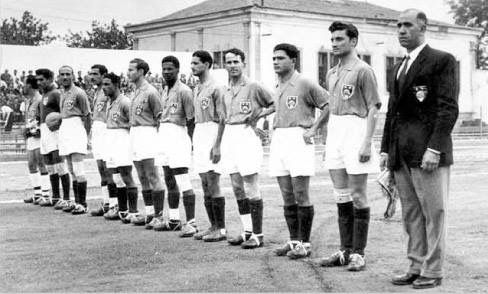
المنتخب العراقي لكرة القدم 1951
من اليمين:
ضياء حبيب، بيرسي لاينسديل، كريم علاوي، ناصر يوسف، شاكر إسماعيل، صالح فرج، سعيد يشوع مراد، حمة بشكة، جميل عباس، توما عبد الأحد، عادل كامل، ودود خليل جمعة

ودود خليل هو لاعب كرة سلة ولاعب كرة قدم عراقي سابق. شارك في بطولة الرجال في دورة الألعاب الأولمبية الصيفية عام 1948.

## المسيرة
ولد ودود خليل في بغداد وتفوق في مختلف الرياضات من كرة القدم وكرة السلة والهوكي وكرة الماء. تم تدريبه حتى من قبل الإنجليزي جورج راينور الذي اختاره عندما كان يبلغ من العمر 17 عامًا للعب في مركز الظهير الأيمن ضد لبنان في عام 1945 في بغداد.
دخل ودود الكلية العسكرية وتخرج منها برتبة ملازم ثان في الجيش في عام 1950. كطالب، مثل الكلية في تنس الطاولة وكرة الماء وكرة الريشة والسباقات وألعاب القوى الميدانية وقاد فريق كرة القدم وفريق كرة السلة.
في عام 1953 غادر الجيش، ذكرت التقارير أنه تم تسريحه بسبب إصابة في الظهر، ولكن السبب الحقيقي قد يكون سياسيًا. وبعد شهر غادر الكابتن العراقي إلى فيينا للدراسة. وفي العام نفسه، أفادت الصحف في بغداد أنه رفض عرضًا من نادي فنربختشة التركي.
غادر العراق في تاريخ 1 آب 1953 قاصدا النمسا للاستشفاء والدراسة معا وبعد مضي أربع سنوات من هذا التاريخ غادرها متوجها إلى ألمانيا الغربية للدراسة أيضا وقد عمل في السفارة العراقي في (بون) بصفة سكرتير محلي، ثم عين موظفا إداريا في السفارة بعد أداء امتحان التعيين في وزارة الخارجية ثم نقل إلى وزارة الإسكان والتعمير وعمل بصفة مدير إدارة وخدمات في المؤسسة العامة للطرق والجسور أحيل على التقاعد بناء على طلبه أيضا بعد مدة عمل (27 سنة) بدرجة خبير إداري بتاريخ 1 كانون الثاني 1983.
لا يعرف الكثير عن مشاركاته في كرة القدم الأوروبية، بصرف النظر عن رواية قصيرة قدمها عن نفسه عندما كان يلعب في النمسا لصالح نادي أوستريا فيينا، في مقابلة مع إحدى الصحف ببغداد عام 1980. صرح ودود: «في عام 1955، بدأت رحلتي إلى الغرب.  غادرت بغداد الحبيبة وحزمت حقيبتي إلى فيينا العاصمة النمساوية. بدأت حياتي في كرة القدم الأوروبية في نادي أوستريا فيينا. يكفي أن أقول أنني كنت الصف الخامس بين لاعبي الفريق. لقد لعبت موسماً واحداً في النادي النمساوي في منتصف الشوط وأنهى النادي الموسم في المركز الثالث في الدوري. عندما كنت ألعب كرة القدم لنادي أوستريا فيينا، كنت في فريق كرة السلة للهواة في فيينا.»
في عام 1948 قاد ودود فريق كرة السلة العراقي في مباراته الأولى في الأولمبياد ضد الفلبين مسجلا 11 نقطة في عشر دقائق. وكان هدّاف العراق في دورة الالعاب، مع 50 من 141 نقطة للعراق في البطولة. كانت دورة الألعاب الصيفية لعام 1948 في لندن هي المرة الأولى والوحيدة التي أرسل فيها العراق فريقًا لكرة السلة حيث عانى خمسة من أسوأ الهزائم على الإطلاق في التاريخ الأولمبي.
اختير ودود خليل قائداً للمنتخب العراقي في جولته في تركيا وقد لعب مباراتين في إزمير وأنقرة. في أول مباراة دولية للعراق ضد منتخب تركيا، هزم العراق 7-0.

## الحياة الشخصية
عاد خليل إلى بغداد وتزوج ولكن لم يكن لديه أطفال، ولا يعرف شيء عن مكان وجوده. ويُعتقد أنه توفي بعد عام 2006.

## روابط خارجية
- ودود خليل على موقع الاتحاد الدولي لكرة السلة (الإنجليزية)
- ودود خليل على موقع سبورتس رفرنس (الإنجليزية)
- ودود خليل على موقع أوليمبيديا (الإنجليزية)